# Bu Tinah
Les illes de Bu Tinah són un grupet de petites illes o illots de l'emirat d'Abu Dhabi (Emirats Àrabs Units), a uns 35 km al nord de l'illa de Marawah i 25 km al sud de Zirku.
El grup és rarament visitat per persones i, per tant, és un hàbitat excel·lent per a la vida natural; ha estat declarada reserva de la natura amb prohibició de pescar i agafar ous de tortugues, prohibició reforçada per algunes patrulles dels guardacostes dels Emirats.
És un grup d'illes arenós de pocs metres d'altura màxima (uns 3 metres). L'illa principal té una espècie de llac protegit obert al sud amb una zona de manglars. A la zona hi ha corals i una població apreciable de dugongs (Dugong dugon) de les que el golf Pèrsic és el segon lloc del món després de Queensland, a Austràlia) i a Abu Dhabi l'illa de Bu Tinah n'és el centre principal.
És un lloc segur per pescadors, però no hi ha aigua. S'ha trobat una única tomba àrab a un dels illots, segurament d'un pescador, i relativament recent.